# Schottische See

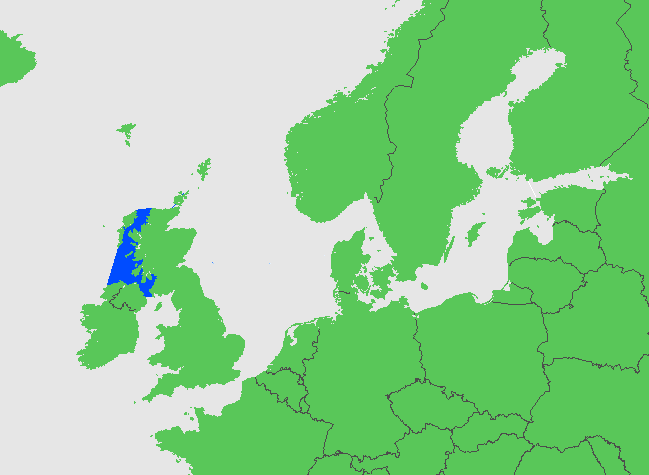
Schottische See

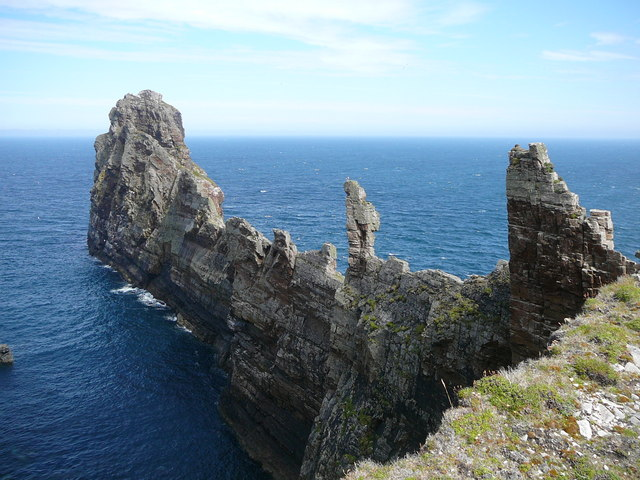
Blick über die Schottische See von Tormore, Toraigh

Als Schottische See bezeichnen Hydrographen den Meeresbereich zwischen der Nordküste von Irland, Schottland und den Äußeren Hebriden im Nordwesten.

## Abgrenzung
Bei der Internationalen Hydrographischen Organisation heißt dieser Bereich Inner Seas off the West Coast of Scotland oder Scottish Seas und ist wie folgt abgetrennt:
- Im Norden und Westen, eine Linie von Bloody Foreland (55° 10′ 0″ N, 8° 17′ 0″ W) in Irland zur Westspitze von Toraigh⊙, weiter zu Barra Head, dem südwestlichsten Punkt der  Hebriden, anschließend durch diese Inseln solcherart, dass die Westküsten der Hauptinseln zum Nordatlantik und alle Meerengen zu den Inner Seas gehören, bis Butt of Lewis (Nordspitze), und anschließend zu Cape Wrath (58°37'N) in Schottland.
- Im Süden, eine Linie, die das Südende des Mull of Galloway (54°38'N) in Schottland und Ballyquintin Point (54°20'N) in Irland verbindet.[3]

Größere Teilgewässer sind The Minch, The Little Minch, die Hebridensee, Firth of Clyde, Firth of Lorn, Jura-Sund und North Channel. Sie grenzt im Norden und Westen an den Nordatlantik und im Süden an die Irische See.
Die Fläche der Schottischen See beträgt 43.940 km².
Die größte Tiefe von 260 m findet sich in einem Graben 15 km östlich von Barra Head.

## Flora und Fauna

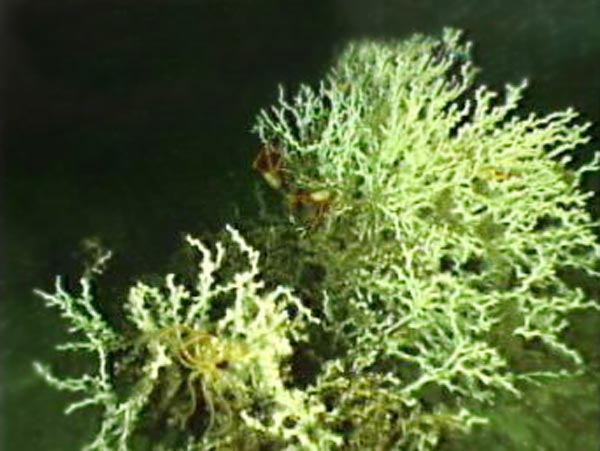
Lophelia pertusa

Im Jahre 2003 wurde 13 km östlich von Mingulay auf 120 m bis 190 m Tiefe ein Riff der Kaltwasserkoralle Lophelia pertusa entdeckt.

## Deutsches Schifffahrtsrecht
Die Schottische See liegt als Ganzes im Gültigkeitsbereich des deutschen Sportseeschifferscheines.